# Varv och Styra distrikt
Varv och Styra distrikt är ett distrikt i Motala kommun och Östergötlands län. 
Distriktet ligger söder om Motala. 

## Tidigare administrativ tillhörighet
Distriktet inrättades 2016 och utgörs av socknarna Varv och Styra i Motala kommun.
Området motsvarar den omfattning Varv och Styra församling hade 1999/2000 och fick 1862 efter att socknarnas församlingar gått samman.